# Eingliederungsvertrag (Aktiengesetz)
Der Eingliederungsvertrag ist im Aktienrecht und in der Betriebswirtschaftslehre ein Unternehmensvertrag, der die Eingliederung einer anderen Aktiengesellschaft zum Gegenstand hat.

## Allgemeines
Bei der Eingliederung handelt es sich um eine aktienrechtliche Form des Insourcing. Dabei erfolgt unter bestimmten Voraussetzungen eine (zeitweilige) Verbindung von Unternehmen in der Rechtsform der Aktiengesellschaft, wobei die Obergesellschaft die Leitung und gesamtschuldnerische Haftung (bis zu fünf Jahre nach einer Ausgliederung) für die Verbindlichkeiten der eingegliederten Gesellschaft übernimmt.

## Vertragsinhalt
Wesentliche Voraussetzung ist nach § 319 Abs. 1 AktG, dass sich die Aktien der einzugliedernden Gesellschaft zu 100 % im Besitz der Obergesellschaft befinden; auch mindestens 95 % genügen (§ 320 Abs. 1 AktG; Squeeze Out). Die Hauptversammlung der einzugliedernden Gesellschaft kann mit einfacher Mehrheit der Eingliederung zustimmen, bei der Obergesellschaft ist eine Dreiviertelmehrheit erforderlich. Die Eingliederung muss ins Handelsregister eingetragen werden (§ 319 Abs. 4 AktG); sie entfaltet konstitutive Wirkung (§ 319 Abs. 7 AktG). Die nicht im Besitz der Obergesellschaft befindlichen Aktien der einzugliedernden Gesellschaft gehen kraft Gesetzes auf die Obergesellschaft über (§ 320a AktG). Betroffene Aktionäre sind durch Abfindung zu entschädigen, die durch Aktien der Obergesellschaft vorzunehmen ist (§ 320b AktG).
Der Vorstand der Obergesellschaft darf dem Vorstand der eingegliederten Gesellschaft nach § 323 AktG Weisungen erteilen. Durch den Eingliederungsvertrag wird die einzugliedernde Aktiengesellschaft Teil eines Unterordnungskonzerns (§ 18 Abs. 1 AktG) und muss sich der eingliedernden Gesellschaft unterordnen.
Die gesamtschuldnerische Haftung der Obergesellschaft betrifft alle Verbindlichkeiten der einzugliedernden Gesellschaft, und zwar sowohl die vor der Eingliederung vorhandenen als auch die nach der Eingliederung entstehenden (§ 322 Abs. 1 AktG). Die Obergesellschaft muss einen etwaigen Bilanzverlust der eingegliederten Gesellschaft übernehmen, falls dieser die Kapital- und Gewinnrücklagen übersteigt (§ 324 Abs. 3 AktG). Endet die Eingliederung, so haftet gemäß § 327 Abs. 4 AktG die Obergesellschaft für alle Verbindlichkeiten der eingegliederten Gesellschaft, wenn sie vor Ablauf von fünf Jahren nach dem Ende der Eingliederung fällig sind.

## Vertragskonzern
Beherrschungsvertrag (§ 291 Abs. 1 AktG) oder Eingliederungsvertrag führen zu einem Vertragskonzern. Die durch Eingliederungsvertrag hergestellte Konzernvermutung ist nicht widerlegbar. Durch die Eingliederung verliert die einzugliedernde Gesellschaft ihre Eigenschaft als Rechtssubjekt, ihr Betriebsvermögen und ihre Schulden werden in die Bilanz der Obergesellschaft übernommen.